# Kivumu (Kimonyi)
Kivumu ist eine von vier Zellen (Verwaltungseinheiten 4. Ebene) im Sektor Kimonyi des Distrikts Musanze in der Nordprovinz von Ruanda. Sie liegt auf einer Höhe von etwa 2000 m. Nachbarzellen sind im Norden Rwambogo, im Osten Ruhengeri, im Südosten Birira, im Südwesten Gakingo und im Nordwesten Kibuguzo. Im Süden liegt Kivumu an der asphaltierten Nationalstraße 2.